# Лактіонов Павло Спиридонович
Павло Спиридонович Лактіонов (1905, село Вторая Вигорная часть Тимського повіту Курської губернії, тепер Курської області, Російська Федерація — ?) — український радянський діяч, 1-й секретар Ворошиловського (Алчевського) міськкому КП(б)У Ворошиловградської області, голова Ворошиловградської обласної ради професійних спілок. Депутат Верховної Ради УРСР 2-го скликання.

## Біографія
Народився у бідній селянській сім'ї. Потім із родиною переїхав на Донбас, де батько працював шахтарем. Здобув неповну середню освіту.
У 1917—1919 роках — вибірник породи на Селезньовському руднику Донбасу. У 1919—1920 роках — чорнороб, а у 1920—1924 роках — помічник машиніста електростанції Селезньовського рудника. У 1920 році вступив до комсомолу. У 1924—1926 роках — завідувач пункту із розповсюдження періодичної преси Селезньовського рудника Донбасу, інспектор страхової каси.
У 1926—1928 роках — секретар комітету ЛКСМУ механічної майстерні рудника імені Паризької комуни на Донбасі.
Член ВКП(б) з вересня 1927 року.
У 1928—1929 роках — голова комітету професійної спілки будівельних робітників шахти № 9—10 (рудника імені Паризької комуни). У 1929—1933 роках — начальник спеціального відділу тресту «Ворошиловвугілля» на Донбасі.
У 1933—1934 роках — секретар осередку КП(б)У села Ящикове Донецької області. У 1934—1935 роках — інструктор Ворошиловського (тепер — Алчевського) міського комітету КП(б)У Донецької області.
У 1935—1939 роках — секретар партійного комітету шахти № 10 імені Артема Донецької області.
У 1939—1940 роках — слухач Курсів керівних робітників Народного комісаріату важкої промисловості СРСР у Москві.
У 1940 році — 2-й секретар Ворошиловського міського комітету КП(б)У Ворошиловградської області.
У 1940—1942 роках — 1-й секретар Ворошиловського міського комітету КП(б)У Ворошиловградської області.
У жовтні — листопаді 1942 року — інструктор Карагандинського обласного комітету КП(б)Казахстану. У листопаді 1942 — 1943 року — 1-й секретар Ленінського районного комітету КП(б)Казахстану міста Караганди.
У 1943—1948 роках — 1-й секретар Ворошиловського (тепер — Алчевського) міського комітету КП(б)У Ворошиловградської області.
У жовтні 1948—1954 роках — голова Ворошиловградської обласної ради професійних спілок.
Потім — на пенсії.

## Нагороди
- орден Леніна (23.01.1948)
- орден Трудового Червоного Прапора
- орден «Знак Пошани»
- медалі